# Février 1787

## Événements

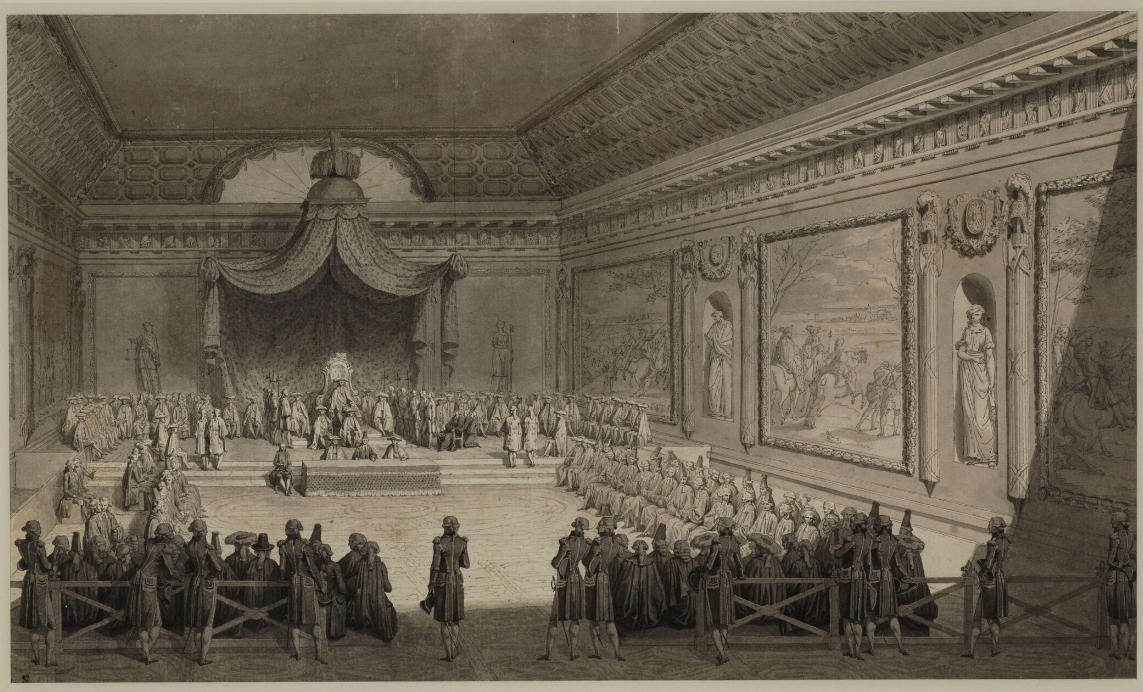
22 février - 25 mai : assemblée des notables

- 2 février, États-Unis : les délégués du Congrès de la Confédération élisent Arthur St. Clair président du Congrès continental.

- 4 février, États-Unis : répression de la révolte de Shays par les milices du Massachusetts et les troupes fédérales[1]. Cette révolte influencera la Convention de Philadelphie pour la rédaction de la Constitution des États-Unis d'avoir un pouvoir central fort.

- 22 février - 25 mai : réunion de l’assemblée des notables, composée de 114 privilégiés désignés par le roi, qui rejettent toutes les réformes de Calonne, qui remettent en question leurs prérogatives fiscales, se considérant comme inapte à décider la levée d'un nouvel impôt (la subvention territoriale, 22 février).

- 28 février, États-Unis : charte de fondation de l'université de Pittsburgh.

## Naissances
- 6 février : Giacomo Conca, peintre italien († 9 mars 1852).
- 11 février : Pierre-Marie-Théodore Choumara, officier du Génie français († 4 février 1870).
- 28 février : Horace Twiss, écrivain et homme politique anglais († 4 mai 1849).

## Décès
- 12 février : Jean-Rodolphe Sinner de Ballaigues, écrivain suisse et bibliothécaire de la ville de Berne.
- 13 février :
  - Charles Gravier, comte de Vergennes
  - Ruđer Josip Bošković (né en 1711), astronome, mathématicien, « opticien »[2], né dans la république de Raguse[3].